# Водяний скорпіон звичайний
Водяний скорпіон звичайний (Nepa cinerea) — клоп з родини водяні скорпіони.

## Морфологія
Тіло плоске, широке з двома дихальними трубочками на кінці черевця. Передні ноги дещо нагадують клешні скорпіона. Завдовжки 12—20 мм, сірого. рідше чорнуватого кольору; крила з червоними або жовтуватими жилками.

## Поширення
Широко відомий вид, який трапляється в невеликих стоячих водоймах і річках з повільною течією та багатою рослинністю.

## Екологія
Полює найчастіше із засідки, причаївшись на водній рослині. Несподівано викидає передні лапи й хапає жертву, протикаючи її хоботком. Самиця відкладає яйця в тканини водних рослин.